# レンジファインダー

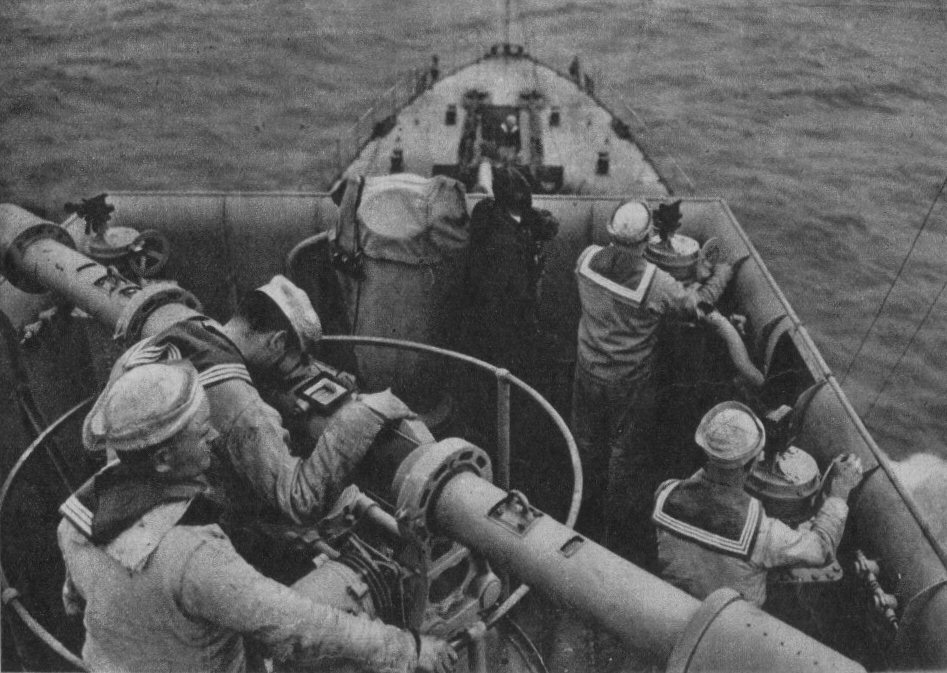
測距儀で測距中のポーランド海軍ブルザ級駆逐艦「ブルザ」の水兵

レンジファインダー（Range Finder ）とは本来、距離計一般を意味する語であるが、日本においては、光学視差式の距離計に限定して指すことが多い。
大型のものは測距儀ともいう。対物レンズの後ろにある鏡（またはプリズム）の傾斜角度で距離を測定する。
カメラでは、レンジファインダーカメラと呼称されるカメラのファインダーを指して「レンジファインダー」と言うことがある。また、レンジファインダーカメラそのものをレンジファインダーと言う場合もある。

## 原理
左右に離れた2個の対物レンズで取り込んだ画像を、距離計に連動して回転する鏡（またはプリズム）によって、合成プリズムに送る。接眼レンズから覗いた左右の画像を重ね合わせて、距離を測定する。覗いたときの画像は上下に分断して見えるものと、二重に重なって見えるものとがある。回転する鏡（またはプリズム）が片側だけのものと、両側とも回転するものがある。
かつてこのような距離測定はほとんど光学視差式距離計によっていたが、近年は他の原理を採用したものも出現するようになった。

## 基線長
左右の対物レンズ間の距離を基線長といい、これが長いほど精度を高くしやすい。カメラに組み込んである光学視差式距離計の基線長は長くとも10cm程度であり、船舶用などで手持ちの光学視差式距離計の場合30～40cm程度である。
基線長に光学系の倍率を掛けたものを有効基線長と呼ぶ。基線長が1/2でも倍率が2倍であれば理論的には同じ精度が得られるが、実際には倍率は誤差にも掛かるため理論そのままの精度にはならない。

## 軍用測距儀
ここでは主として海軍の艦砲のための測距儀について述べる。
砲術全般について述べると長くなるため省略するが、一般に、基本的には放物線を描いて飛ぶ（大気による、空気抵抗と風による擾乱、コリオリ力による偏差等が加わる）砲弾群の「散布界」に目標を捉え続けること、が要諦であり、目標と着弾点に対する測距はその重要な要素である。
大日本帝国海軍が初期に導入した測距儀は、イギリスのバー&ストラウド製で、日本海海戦で有名な、戦艦三笠のものは基線長1.5mのF.A.2型（制式名「武式1米半測距儀」）であった。射程の伸長に伴い基線長を長く取るため巨大化し、帝国海軍の末期の大和型戦艦では、ネームシップの大和・二番艦武蔵いずれも日本光学製の、基線長15.5m（詳細には、15.72mと15.28mの長短2種）という測距儀が艦橋の上に備わっていた。
陸上用も含めた世界最大の測距儀は、イギリス帝国が当時植民地としていたシンガポールのブラガン・マテ要塞に設置した、基線長100フィート（30.48メートル）のものである。これもバー&ストラウド製であった。

### 電気・レーザー式レンジファインダー
近年は光学視差式に加え、レーザー送受信による測距が主流となっており、艦砲火器管制や宇宙探査の高度計などに応用される。例えば、NASAのNEARシューメーカー探査機に搭載されたレーザー距離計（NLR）は、パルスレーザーの往復時間を計測し、船体から小惑星表面までの距離をミリ秒単位で算出する。国際レーザー測距事業が実施する人工衛星レーザー測距でも同様の原理が活用されている。

## カメラ
光学視差式距離計が組み込まれていて、撮影用レンズの焦点距離調節機構が内蔵距離計に連動しているため、焦点合わせに距離計を利用できるカメラをレンジファインダーカメラという。